# 甘普萊斯科格爾山

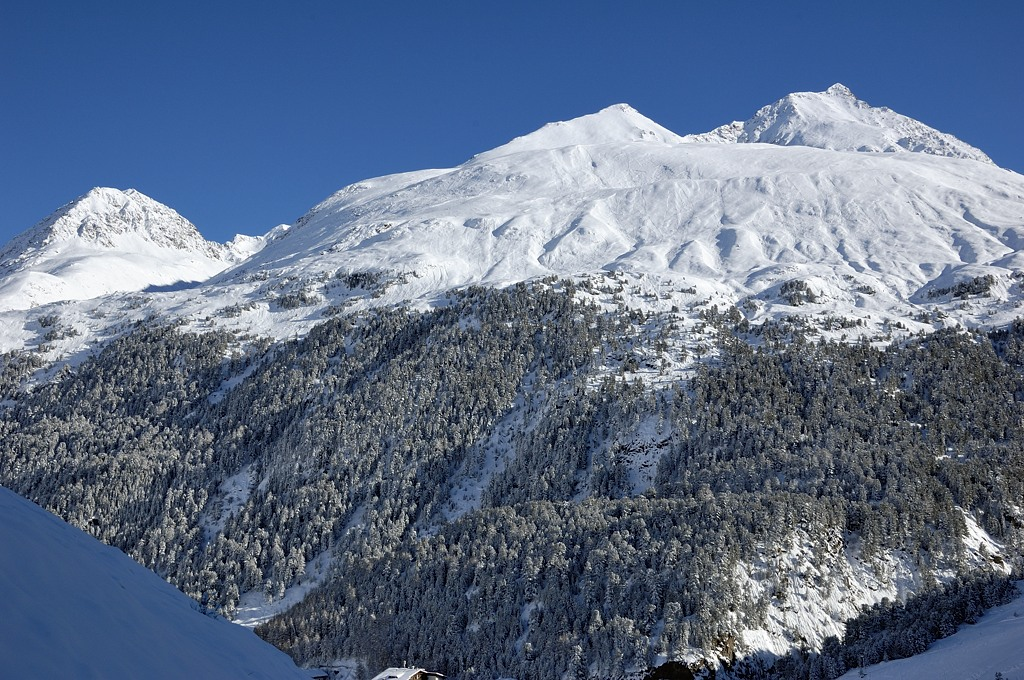

46°51′34″N 10°59′23″E / 46.85944°N 10.98972°E
甘普萊斯科格爾山（德語：Gampleskogel），是奧地利的山峰，位於該國西部，由蒂羅爾州負責管轄，屬於奧茨塔爾阿爾卑斯山脈的一部分，距離拉莫爾科格爾山2.1公里，海拔高度3,399米，每年平均降雨量1,426毫米。